# Vamp (estereótipo)

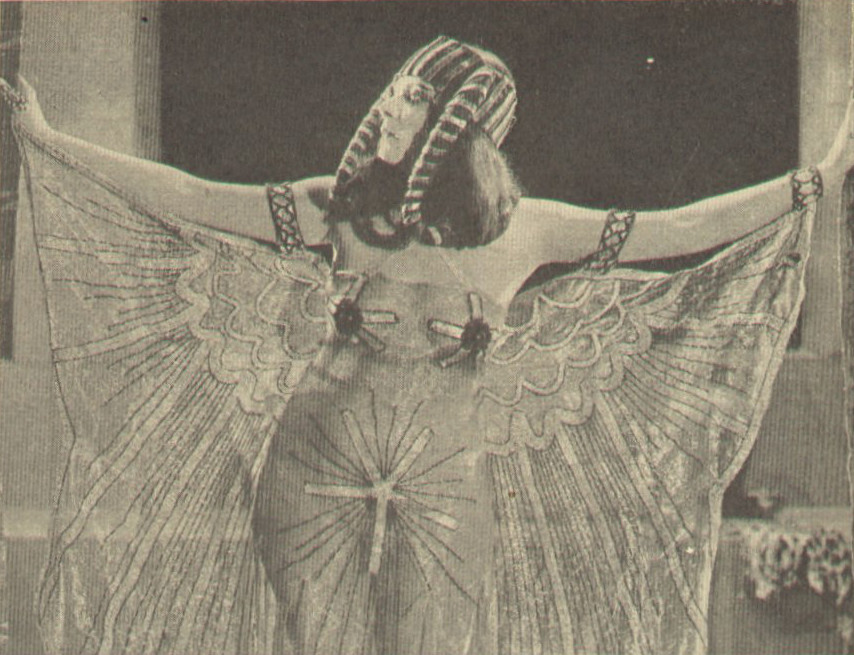
Theda Bara, uma das primeiras vamps da história do cinema, no filme Cleopatra, de 1917.

Uma vamp ou vampe é um arquétipo de mulher sedutora, atraente, e geralmente também perversa e cruel. No entanto, distintamente da mulher fatal, a vamp não é necessariamente uma criminosa ou assassina, mas tem caraterísticas de frieza e sadismo. Também se descreve a vamp como uma mulher misteriosa e glamorosa de maneira exótica e estilizada. Na cultura pop vamp está também está associado ao sadomasoquismo[carece de fontes?].
A vamp convencional veste roupas escuras, tem cabelo escuro, usa cosméticos contrastantes que aumentam sua palidez e acentuam os olhos e lábios, dando-lhe aspecto dark, gótico[carece de fontes?]. Nos filmes de Hollywood, as vamps muitas vezes eram estrangeiras, tendo origem no Leste Europeu ou na Ásia[carece de fontes?]. sendo por vezes consideradas o oposto das gamines[carece de fontes?]. Entre vamps famosas do cinema mudo, houve Theda Bara, Louise Glaum, Musidora, Nita Naldi, Pola Negri e Myrna Loy (no início da carreira).

## Exemplos
Algumas personagens vamp da cultura pop ocidental são:
- Jessica Rabbit
- Morticia Addams (Anjelica Huston, Carolyn Jones)
- Mulher-Gato (Michelle Pfeiffer)
- Elvira (rainha das trevas) (Cassandra Peterson)
- Natasha (Vamp) Claudia Ohana
- Selene (Underworld)  Kate Beckinsale
- diversas personagens interpretadas pela atriz Theda Bara
- Lulu Romanov (dos quadrinhos da 2000AD)
- Vampira (Maila Nurmi)
- Lily Munster (Yvonne De Carlo)
- Noiva de Frankenstein (Elsa Lanchester)